# Josephine Langford

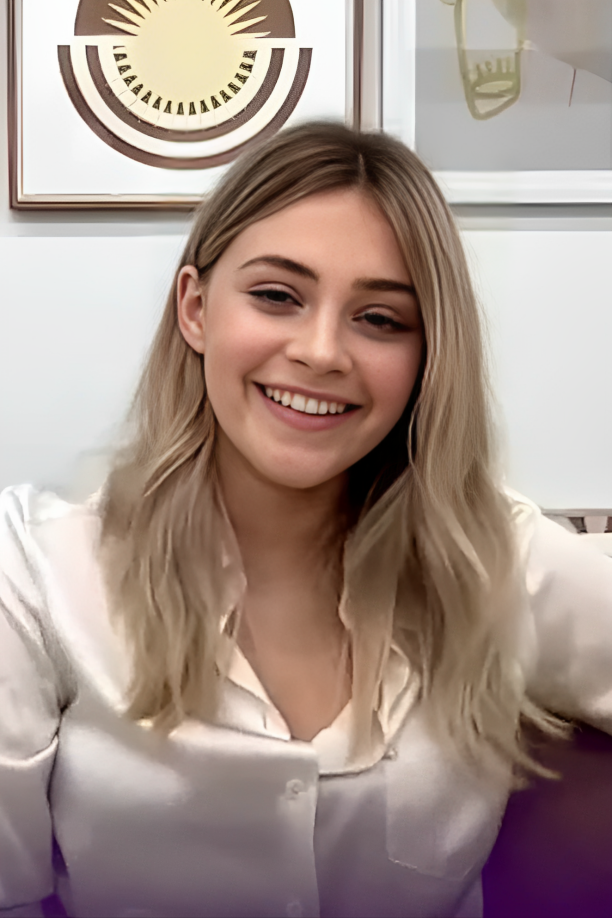
Josephine Langford, 2021

Josephine Langford (* 18. August 1997 in Perth, Western Australia) ist eine australische Schauspielerin.

## Leben
Langford wurde in Perth, Western Australia als jüngste Tochter von Elizabeth Langford (geborene Green) und Stephen Langford geboren. Ihre Eltern sind Mediziner. Sie hat eine ältere Schwester, Katherine Langford, welche ebenfalls als Schauspielerin tätig ist. Sie wuchsen in Applecross, einem Stadtteil von Perth, auf.
Im Jahr 2018 drehte Josephine Langford After Passion, der am 11. April 2019 in den Kinos startete. Dabei spielt sie die Rolle der Studentin Tessa Young. Die gleiche Rolle übernahm sie auch in den Fortsetzungen After Truth, After Love, After Forever und After Everything.
Seit After Passion wird sie von Sophie Lechtenbrink synchronisiert.

## Filmografie (Auswahl)
- 2017: Wolf Creek (Fernsehserie, 2 Folgen)
- 2017: Wish Upon
- 2019: After Passion (After)
- 2019: Into the Dark (Fernsehserie, Folge 1x09)
- 2020: Day by Day (Fernsehserie, 3 Folgen, Sprechrolle)
- 2020: After Truth (After We Collided)
- 2021: Moxie. Zeit, zurückzuschlagen (Moxie)
- 2021: After Love (After We Fell)
- 2022: After Forever (After Ever Happy)
- 2022: Gigi & Nate
- 2023: After Everything
- 2023: Die andere Zoey (The Other Zoey)